# Frans Botvid Österberg
Frans Botvid Österberg, död 11 december 1879, var en svensk bokhållare, kontrollör, tecknare och akvarellist.
Han var son till sockerbagaren Hans Österberg och Brita Sophia Westerlund och gift med Ana Catharina Forsberg.  Österberg var först anställd som bokhållare vid Djurgårdsvarvet innan han efter några års tjänst blev kontrollör. Hans konst består av miljöbilder från Stockholm utförda i akvarell, pennteckning eller tuschlavering. Österberg är representerad med ett 100-tal arkitektur- och stadsbilder från Stockholm vid Uppsala universitetsbibliotek i den mån de är daterade är de alla utförda perioden 1868–1872 han är även representerad vid Kungliga biblioteket med en resejournal från 1825 där han har illustrerat texten med teckningar. Hans teckning Ankomsten till Häfringe Bruk 1823 återutgavs i prins Wilhelms Känner du landet.